# Espúrio Náucio Rutilo (cônsul em 411 a.C.)
Espúrio Náucio Rutilo (em latim: Spurius Nautius Rutilus) ou Caio Náucio Rutilo (em latim: Gaius Nautius Rutilus) foi um político da gente Náucia nos primeiros anos da República Romana eleito cônsul em 411 a.C. com Marco Papírio Atratino. Foi também eleito tribuno consular por três vezes, em 419, 416 e 404 a.C.. Era neto de Espúrio Náucio Rutilo, cônsul em 488 a.C., e Espúrio Náucio Rutilo, tribuno consular em 424 a.C., era provavelmente seu irmão.

## Primeiro tribunato (419 a.C.)
Em 419 a.C., Espúrio Náucio foi eleito tribuno consular com Agripa Menênio Lanato e Públio Lucrécio Tricipitino. Possivelmente também Caio Servílio Áxila.
Em Roma, uma perigosa revolta de escravos foi evitada graças a dois delatores, recompensados com 10 000 asses cada um.

Mas Júpiter estragou estes planos malignos e, graças à delação de dois participantes do complô, os culpados foram presos e punidos. Os informantes foram recompensados com 10 000 asses pagos pelo erário estatal — uma soma atualmente considerada uma verdadeira fortuna — e lhes foi conferida a liberdade.— Lívio "Ab Urbe Condita libri" IV, 4, 45
Na política externa, Lívio relata apenas a habitual movimentação hostil dos équos e o estranho comportamento da cidade de Labico.

Mas, como a delegação enviada a Labico retornou com respostas ambíguas, das quais se intuía que não estavam se preparando para a guerra, mas também que a paz não duraria muito, os romanos encarregaram aos tuscolanos a tarefa de garantir que Labico não se tornaria uma nova ameaça de guerra.— Lívio "Ab Urbe Condita libri" IV, 4, 45

## Segundo tribunato (416 a.C.)
Em 416 a.C., foi eleito novamente, desta vez com Quinto Fábio Vibulano Ambusto, Aulo Semprônio Atratino e Marco Papírio Mugilano.
O ano, como o anterior, foi caracterizado por relatos de tranquilidade no cenário externo e de tensões crescentes no interno, principalmente por causa da questão agrária defendida pelos tribunos da plebe.

## Consulado (411 a.C.)
Espúrio Náucio foi eleito cônsul em 411 a.C. com Marco Papírio Atratino, num ano que Roma sofria com uma epidemia (e a fome resultante) iniciada no ano anterior, que os cônsules tentaram remediar importando cereais da Sicília e das cidades etruscas do vale do Tibre.

## Terceiro tribunato (404 a.C.)
Foi eleito uma última vez, a quarta, em 404 a.C., com Cneu Cornélio Cosso, Mânio Sérgio Fidenato, Cesão Fábio Ambusto, Públio Cornélio Maluginense e Caio Valério Potito Voluso.
Roma, enquanto continuava o cerco a Veios iniciado no anterior, voltou suas atenções aos volscos, que foram derrotados numa batalha campal entre Ferentino e Ecetra. Os romanos conseguiram conquistar a cidade volsca de Artena, graças principalmente à traição de um escravo, que indicou aos soldados uma passagem que levava diretamente à fortaleza e a partir da qual puderam atacar os defensores.